# Mira Nábělková
Mira Nábělková (ur. 30 marca 1956 w Martinie) – słowacka językoznawczyni. Zajmuje się badaniami nad słowackim językiem standardowym (semantyka leksykalna, słowotwórstwo, leksykografia) oraz socjolingwistyką (czesko-słowackimi związkami językowymi).

## Życiorys
W latach 1975–1980 studiowała język słowacki i rosyjski na Wydziale Filozoficznym Uniwersytetu Komeńskiego w Bratysławie. W 1980 r. została zatrudniona w Instytucie Językoznawstwa im. Ľudovíta Štúra. W 1982 r. obroniła „mały doktorat” (PhDr.); w 1989 r. uzyskała stopień kandydata nauk.
W latach 1999–2004 pracowała na Wydziale Filozoficznym Uniwersytetu Masaryka w Brnie. W 1999 r. objęła stanowisko adiunkta na Wydziale Filozoficznym Uniwersytetu Karola w Pradze.
W 2004 r. została uhonorowana srebrnym medalem Uniwersytetu Masaryka za wkład w rozwój słowacystyki.

## Wybrana twórczość
- Slovenčina a čeština v kontakte: Pokračovanie príbehu. Bratysława–Praga: Veda, 2008.
- Vzťahové adjektíva v slovenčine (Funkčno-sémantická analýza desubstantívnych derivátov). Bratysława: Veda, 1993.
- Potencie a smery pohybov v adjektívnej lexike. Bratysława. Veda, 1989
- Konkurencia adjektíva a pádu substantíva v prívlastkovej pozícii. Bratysława. Veda, 1989
- Možnosti a spôsoby prekonávania obmedzení adjektívnej derivácie. Bratysława. Veda, 1989
- Konkurencia adjektív s domácimi a internacionálnymi formantmi. Bratysława. Veda, 1989
- Jazyková poradňa odpovedá. Mária Pisárčiková (red.). Bratysława: Slovenské pedagogické nakladateľstvo, 1988. (współautorstwo)